# Hisako, Prinsessan Takamado
Hisako, Prinsessan Takamado (憲仁親王妃久子 Norihito Shinnōhi Hisako?),  född Hisako Tottori (鳥取久子 Tottori Hisako?) den 10 juli 1953, i Tokyo, är en japansk prinsessa och medlem av den kejserliga dynastin Yamato. Hon är änka efter prins Takamado och har tre döttrar; Tsuguko, Noriko och Ayako. Hon representerar Japan utomlands, bland annat var hon gäst när prinsessan Madeleine gifte sig i juni 2013.